# Restaurant KöD
Restaurant KöD er en dansk restaurantkæde med to restauranter i København, en i Aarhus, to i Oslo, en i Stavanger og en i London

## Historie
Restaurant KöD startede sin første restaurant i Aarhus i foråret 2014.